# Eri Hozumi
Eri Hozumi (jap. 穂積 絵莉, Hozumi Eri; * 17. Februar 1994 in Hiratsuka, Präfektur Kanagawa) ist eine japanische Tennisspielerin.

## Karriere
Hozumi begann mit acht Jahren mit dem Tennissport, ihr bevorzugter Belag ist der Hartplatz. Auf dem ITF Women’s Circuit konnte sie bislang fünf Einzel- und 23 Doppeltitel gewinnen.
Im April 2016 gelang ihr an der Seite ihrer Landsfrau Miyu Katō der erste Erfolg auf der WTA Tour. Im Mai 2019 erreichte sie dann Platz 61 der Doppelweltrangliste; ihr bislang bestes Ranking im Doppel erzielte sie am 27. Mai 2019 mit Position 28.
Im Februar 2015 debütierte Eri Hozumi für die japanische Fed-Cup-Mannschaft; ihre bisherige Fed-Cup-Bilanz weist 12 Siege bei nur drei Niederlagen aus.
Am 10. Juni 2018 stand sie im Doppelfinale der French Open, das sie und ihre Partnerin Makoto Ninomiya gegen Barbora Krejčíková/Kateřina Siniaková mit 3:6 und 3:6 verloren.

## Turniersiege

### Einzel
| Nr. | Datum            | Turnier   | Kategorie   | Belag     | Finalgegnerin  | Ergebnis          |
| --- | ---------------- | --------- | ----------- | --------- | -------------- | ----------------- |
| 1.  | 26. Mai 2013     | Karuizawa | ITF $25.000 | Rasen     | Junri Namigata | 7:65, 6:3         |
| 2.  | 9. November 2014 | Bendigo   | ITF $50.000 | Hartplatz | Risa Ozaki     | 7:65, 5:7, 6:2    |
| 3.  | 20. März 2016    | Canberra  | ITF $25.000 | Sand      | Destanee Aiava | 6:3, 3:6, 7:63    |
| 4.  | 8. Oktober 2017  | Toowoomba | ITF $25.000 | Hartplatz | Astra Sharma   | 7:5, 6:2          |
| 5.  | 20. Oktober 2019 | Hamamatsu | ITF W25     | Teppich   | Paula Badosa   | 7:61, 4:5 Aufgabe |

### Doppel
| Nr. | Datum              | Turnier       | Kategorie         | Belag             | Partnerin          | Finalgegnerinnen                          | Ergebnis            |
| --- | ------------------ | ------------- | ----------------- | ----------------- | ------------------ | ----------------------------------------- | ------------------- |
| 1.  | 31. März 2012      | Nishi-Tama    | ITF $10.000       | Hartplatz         | Remi Tezuka        | Kazusa Itō Yuka Mori                      | 6:4, 6:71, [10:7]   |
| 2.  | 6. Juli 2012       | Pattaya       | ITF $10.000       | Hartplatz         | Mari Tanaka        | Tyra Calderwood Dianne Hollands           | 4:6, 6:4, [12:10]   |
| 3.  | 21. Oktober 2012   | Makinohara    | ITF $25.000       | Rasen             | Miyu Katō          | Monique Adamczak Caroline Garcia          | 7:66, 6:3           |
| 4.  | 14. Juni 2013      | Buchara       | ITF $25.000       | Hartplatz         | Makoto Ninomiya    | Angelina Gabujewa Weronika Kapschaj       | 3:6, 7:5, [10:8]    |
| 5.  | 7. September 2013  | Noto          | ITF $25.000       | Rasen             | Makoto Ninomiya    | Kazusa Itō Yuka Mori                      | 6:4, 6:4            |
| 6.  | 19. Oktober 2013   | Makinohara    | ITF $25.000       | Rasen             | Makoto Ninomiya    | Nicha Lertpitaksinchai Peangtarn Plipuech | 6:1, 6:2            |
| 7.  | 3. Januar 2014     | Hongkong      | ITF $25.000       | Hartplatz         | Misa Eguchi        | Sarina Dijas Zhang Ling                   | 6:4, 6:2            |
| 8.  | 23. Februar 2014   | Surprise      | ITF $25.000       | Hartplatz         | Shūko Aoyama       | Sanaz Marand Ashley Weinhold              | 6:3, 7:5            |
| 9.  | 11. Mai 2014       | Fukuoka       | ITF $50.000       | Rasen             | Shūko Aoyama       | Naomi Broady Eleni Daniilidou             | 6:3, 6:4            |
| 10. | 22. November 2014  | Toyota        | ITF $75.000       | Teppich (Halle)   | Makoto Ninomiya    | Junri Namigata Shūko Aoyama               | 6:3, 7:5            |
| 11. | 27. März 2015      | Quanzhou      | ITF $50.000       | Hartplatz         | Makoto Ninomiya    | Hiroko Kuwata Junri Namigata              | 6:3, 6:72, [10:2]   |
| 12. | 16. Oktober 2015   | Toowoomba     | ITF $25.000       | Hartplatz         | Misa Eguchi        | Veronica M. Corning Jessica Wacnik        | 4:6, 7:5, [10:5]    |
| 13. | 31. Oktober 2015   | Nanjing       | ITF $100.000      | Hartplatz         | Shūko Aoyama       | Chan Chin-wei Zhang Kailin                | 7:5, 6:77, [10:7]   |
| 14. | 7. November 2015   | Canberra      | ITF $50.000       | Hartplatz         | Misa Eguchi        | Lauren Embree Asia Muhammad               | 7:613, 1:6, [14:12] |
| 15. | 10. April 2016     | Katowice      | WTA International | Hartplatz (Halle) | Miyu Katō          | Walentina Iwachnenko Marina Melnikowa     | 3:6, 7:5, [10:8]    |
| 16. | 7. Mai 2016        | Gifu          | ITF $75.000       | Hartplatz         | Miyu Katō          | Hiroko Kuwata Ayaka Okuno                 | 6:1, 6:2            |
| 17. | 25. November 2016  | Honolulu      | WTA Challenger    | Hartplatz         | Miyu Katō          | Nicole Gibbs Asia Muhammad                | 6:73, 6:3, [10:8]   |
| 18. | 6. Mai 2017        | Gifu          | ITF $80.000       | Hartplatz         | Miyu Katō          | Katy Dunne Julia Glushko                  | 6:4, 6:2            |
| 19. | 12. Mai 2017       | Rom           | ITF $25.000       | Sand              | Miyu Katō          | Ekaterine Gorgodze Melanie Stokke         | 6:1, 6:4            |
| 20. | 16. September 2018 | Hiroshima     | WTA International | Hartplatz         | Zhang Shuai        | Miyu Katō Makoto Ninomiya                 | 6:2, 6:4            |
| 21. | 23. Februar 2019   | Kyōto         | ITF W60           | Hartplatz (Halle) | Moyuka Uchijima    | Chen Pei-hsuan Wu Fang-hsien              | 6:4, 6:3            |
| 22. | 5. Oktober 2019    | Pula          | ITF W25           | Sand              | Yūki Naitō         | Amina Anschba Anastasia Dețiuc            | 6:4, 7:61           |
| 23. | 2. Juli 2021       | Palma del Río | ITF W25           | Hartplatz         | Walerija Sawinych  | Himari Satō Lulu Sun                      | 7:66, 6:3           |
| 24. | 21. August 2021    | Chicago       | WTA Challenger    | Hartplatz         | Peangtarn Plipuech | Mona Barthel Hsieh Yu-chieh               | 7:5, 6:2            |
| 25. | 14. Januar 2022    | Adelaide      | WTA 250           | Hartplatz         | Makoto Ninomiya    | Tereza Martincová Markéta Vondroušová     | 1:6, 7:64, [10:7]   |
| 26. | 8. Mai 2022        | Saint-Malo    | WTA Challenger    | Sand              | Makoto Ninomiya    | Estelle Cascino Jessika Ponchet           | 7:61, 6:1           |
| 27. | 20. Mai 2022       | Rabat         | WTA 250           | Sand              | Makoto Ninomiya    | Monica Niculescu Alexandra Panowa         | 6:77, 6:3, [10:8]   |
| 28. | 25. Juni 2022      | Bad Homburg   | WTA 250           | Rasen             | Makoto Ninomiya    | Alicja Rosolska Erin Routliffe            | 6:4, 6:75, [10:5]   |
| 29. | 5. Februar 2023    | Burnie        | ITF W60           | Hartplatz         | Mai Hontama        | Arina Rodionova Ena Shibahara             | 4:6, 6:3, [10:6]    |
| 30. | 22. April 2023     | Oeiras        | ITF W100          | Sand              | Ulrikke Eikeri     | Francisca Jorge Matilde Jorge             | 4:6, 6:4, [10:5]    |
| 31. | 20. Mai 2023       | Madrid        | ITF W100          | Sand              | Mai Hontama        | Eleni Christofi Despina Papamichail       | 6:0, 7:5            |
| 32. | 27. Oktober 2024   | Tokio         | WTA 500           | Hartplatz         | Shūko Aoyama       | Ena Shibahara Laura Siegemund             | 6:4, 7:63           |

#### Finalteilnahmen
| Nr. | Datum              | Turnier     | Kategorie         | Belag             | Partnerin        | Finalgegnerinnen                        | Ergebnis         |
| --- | ------------------ | ----------- | ----------------- | ----------------- | ---------------- | --------------------------------------- | ---------------- |
| 1.  | 14. Februar 2016   | Kaohsiung   | WTA International | Hartplatz         | Miyu Katō        | Chan Hao-ching Chan Yung-jan            | 4:6, 3:6         |
| 2.  | 6. Januar 2018     | Auckland    | WTA International | Hartplatz         | Miyu Katō        | Sara Errani Bibiane Schoofs             | 5:7, 1:6         |
| 3.  | 10. Juni 2018      | French Open | Grand Slam        | Sand              | Makoto Ninomiya  | Barbora Krejčíková Kateřina Siniaková   | 3:6, 3:6         |
| 4.  | 12. Januar 2019    | Sydney      | WTA Premier       | Hartplatz         | Alicja Rosolska  | Aleksandra Krunić Kateřina Siniaková    | 1:6, 6:73        |
| 5.  | 31. Oktober 2021   | Courmayeur  | WTA 250           | Hartplatz (Halle) | Zhang Shuai      | Wang Xinyu Zheng Saisai                 | 4:6, 6:3, [5:10] |
| 6.  | 1. Juli 2023       | Bad Homburg | WTA 250           | Hartplatz         | Monica Niculescu | Lidsija Marosawa Ingrid Gamarra Martins | 0:6, 6:73        |
| 7.  | 23. September 2023 | Guangzhou   | WTA 250           | Hartplatz         | Makoto Ninomiya  | Guo Hanyu Jiang Xinyu                   | 3:6, 6:74        |
| 8.  | 1. Oktober 2023    | Tokio       | WTA 250           | Hartplatz         | Makoto Ninomiya  | Ulrikke Eikeri Ingrid Neel              | 6:3, 5:7, [5:10] |
| 9.  | 22. Oktober 2023   | Nanchang    | WTA 250           | Hartplatz         | Makoto Ninomiya  | Laura Siegemund Wera Swonarjowa         | 4:6, 2:6         |
| 10. | 24. August 2024    | Cleveland   | WTA 250           | Hartplatz         | Shūko Aoyama     | Cristina Bucșa Xu Yifan                 | 6:3, 3:6, [6:10] |

## Abschneiden bei Grand-Slam-Turnieren

### Einzel
| Turnier         | 2014 | 2015 | 2016 | 2017 | 2018 | Karriere |
| --------------- | ---- | ---- | ---- | ---- | ---- | -------- |
| Australian Open | Q2   | Q2   | Q1   | 1    | Q1   | 1        |
| French Open     | Q2   | Q1   | Q1   | —    | Q1   | —        |
| Wimbledon       | Q2   | Q2   | —    | —    | Q1   | —        |
| US Open         | Q1   | Q2   | Q3   | Q1   | —    | —        |

Zeichenerklärung: S = Turniersieg; F, HF, VF, AF = Einzug ins Finale / Halbfinale / Viertelfinale / Achtelfinale; 1, 2, 3 = Ausscheiden in der 1. / 2. / 3. Hauptrunde; Q1, Q2, Q3 = Ausscheiden in der 1. / 2. / 3. Qualifikationsrunde; nicht ausgetragen

### Doppel
| Turnier         | 2016 | 2017 | 2018 | 2019 | 2020 | 2021 | 2022 | 2023 | 2024 | 2025 | Karriere |
| --------------- | ---- | ---- | ---- | ---- | ---- | ---- | ---- | ---- | ---- | ---- | -------- |
| Australian Open | —    | HF   | 2    | 2    | —    | —    | 2    | 1    | 2    | 2    | HF       |
| French Open     | 2    | 2    | F    | 1    | —    | —    | 1    | 2    | 2    | HF   | F        |
| Wimbledon       | 2    | 1    | 1    | —    |      | —    | —    | 2    | 1    | 2    | 2        |
| US Open         | AF   | 2    | 1    | 1    | —    | 2    | 1    | 1    | 1    |      | AF       |

### Mixed
| Turnier         | 2017 | 2018 | 2019 | Karriere |
| --------------- | ---- | ---- | ---- | -------- |
| Australian Open | —    | —    | —    | —        |
| French Open     | —    | —    | 1    | 1        |
| Wimbledon       | 2    | AF   | —    | AF       |
| US Open         | —    | —    | —    | —        |